# Karen Mok
Karen Mok Man-Wai (莫文蔚) est une actrice et chanteuse née à Hong Kong le 2 juin 1970. Elle est considérée comme une « fille de Sing ».

## Biographie
Bien que connue sous le nom de Karen Mok dans les films chinois, les films hollywoodiens conservent son nom de naissance à savoir Karen Joy Morris.
Née à Hong Kong en 1970, Karen a des origines à la fois chinoises, galloises (de par son grandpère paternel), iraniennes et allemandes. Elle est la sœur du producteur-scénariste Trevor Morris et la descendante de Alfred Morris, le premier principal de King's College, Hong Kong.
Après des études au United World College de Trieste en Italie, elle étudia durant deux années la littérature italienne à l'université de Londres. 
Karen Mok parle anglais, cantonais, mandarin, italien et français. Elle ne s'enregistre toutefois qu'en cantonais et en mandarin. Aussi adepte de rap, Karen Mok est surnommée en Iran "Mok Kahba" ou « Beauté transcendante ».

## Filmographie
- 1994 : Le Roi singe 1re partie (Sai yau gei: Dai yat baak ling yat wui ji - Yut gwong bou haap)
- 1994 : Le Roi singe 2e partie (Sai yau gei: Daai git guk ji - Sin leui kei yun)
- 1995 : Out of the Dark (Wui wan yeh)
- 1995 : Heaven Can't Wait (Jushi shengun)
- 1995 : Les Anges déchus (Duo luo tian shi)
- 1996 : wkw/tk/1996@7'55hk.net (court-métrage)
- 1996 : 4 Faces of Eve (Si mian xia wa)
- 1996 : Those Were the Days (Si ge 32A he yi ge xiang jiao shao nian)
- 1996 : Viva Erotica (Se qing nan nu)
- 1996 : Young and Dangerous 3 (Gu huo zai san)
- 1996 : Sexy and Dangerous (Gu huo nu zhi jue zhan jiang hu)
- 1996 : Best of the Best (Fei hu xiong xin fang qi bi tian gao)
- 1996 : God of Cookery (Sik san)
- 1996 : Black Mask (Hak hap)
- 1997 : Task Force (Yit huet jui keung)
- 1997 : First Love: The Litter on the Breeze (Choh chin luen hau dik yi yan sai gaai)
- 1997 : Young and Dangerous 4 (97 goo waak jai jin mo bat sing)
- 1997 : Lawyer Lawyer (Suen sei cho)
- 1997 : Kitchen (Wo ai chu fang)
- 1999 : Le Roi de la comédie (Hei kek ji wong)
- 1999 : Tempting Heart (Sam dung)
- 2000 : Dragon Heat (Lung feng)
- 2000 : The Teacher Without Chalk (Lau man bye biu)
- 2000 : Roaring Wheels (Biu che ji che san chuen suet)
- 2001 : All the Way (Zou dao di)
- 2001 : Goodbye Mr. Cool (Gau lung bing sat)
- 2001 : Shaolin Soccer (Siu lam juk kau)
- 2001 : La Brassière (Chuet sai hiu bra)
- 2002 : Haunted Office (Office yauh gwai)
- 2002 : The Irresistible Piggies (Zhu ba da lian meng)
- 2002 : So Close (Chik yeung tin si)
- 2003 : The Twins Effect (Chin gei bin)
- 2003 : Love Under the Sun
- 2004 : Enter the Phoenix (Daai lo oi mei lai)
- 2004 : Le Tour du monde en quatre-vingts jours (Around the World in 80 Days) de Frank Coraci
- 2005 : DragonBlade (Long dao qi yuan)
- 2005 : Wait 'Til You're Older (Tung mung kei yun)
- 2006 : Trois jours ailleurs
- 2013 : L'Homme du Tai Chi

## Discographie

### Albums
| Album | Titre                          | Langue    | Année de sortie |
| ----- | ------------------------------ | --------- | --------------- |
| 1     | Karen                          | Cantonais | 1993            |
| 2     | Karen Mok In Totality          | Cantonais | 1996            |
| 3     | To Be                          | Mandarin  | 1997            |
| 4     | I Say                          | Mandarin  | 1998            |
| 5     | 就是莫文蔚                     | Mandarin  | 1999            |
| 6     | You Can                        | Mandarin  | 1999            |
|       | Karen More (Compilation)       | Mandarin  | 2000            |
| 7     | Karen Mok on the Twelfth Floor | Mandarin  | 2000            |
| 8     | Golden Flower                  | Cantonais | 2001            |
| 9     | I                              | Mandarin  | 2002            |
| 10    | X                              | Mandarin  | 2003            |
| 11    | Without You                    | Mandarin  | 2006            |

### EP
| No. | Titre         | Langue    | Année de sortie |
| --- | ------------- | --------- | --------------- |
| 1   | Love Yourself | Mandarin  | 1997            |
| 2   | Silently      | Anglais   | 1998            |
| 3   | Back          | Cantonais | 1999            |
| 4   | Live Show     | Mandarin  | 1999            |
| 5   | Karen Mok     | Cantonais | 2000            |
| 6   | Live Again    | Cantonais | 2000            |

### Musiques de films
| No. | Titre               | Année de sortie |
| --- | ------------------- | --------------- |
| 1   | I Love You          | 1998            |
| 2   | Flowers of Shanghai | 1998            |
| 3   | King of Comedy      | 1999            |
| 4   | Close to you        | 2003            |